# Sonatel
 (août 2018).
Si vous disposez d'ouvrages ou d'articles de référence ou si vous connaissez des sites web de qualité traitant du thème abordé ici, merci de compléter l'article en donnant les références utiles à sa vérifiabilité et en les liant à la section « Notes et références ».
Le Groupe Sonatel est une entreprise de télécommunications sénégalaise établie en 1985, qui commercialise ses services sous la marque Orange depuis 2006. Il opère dans les domaines du fixe, du mobile, de l’Internet, de la télévision et des données au service des particuliers et des entreprises.
Le Groupe Sonatel est présent au Mali avec 10,5 millions d'abonnés, en Guinée 7,2 millions d'abonnés, Guinée Bissau 0,8 million d'abonnés et en Sierra Léone 2 millions d'abonnés (depuis 2016).

## Historique

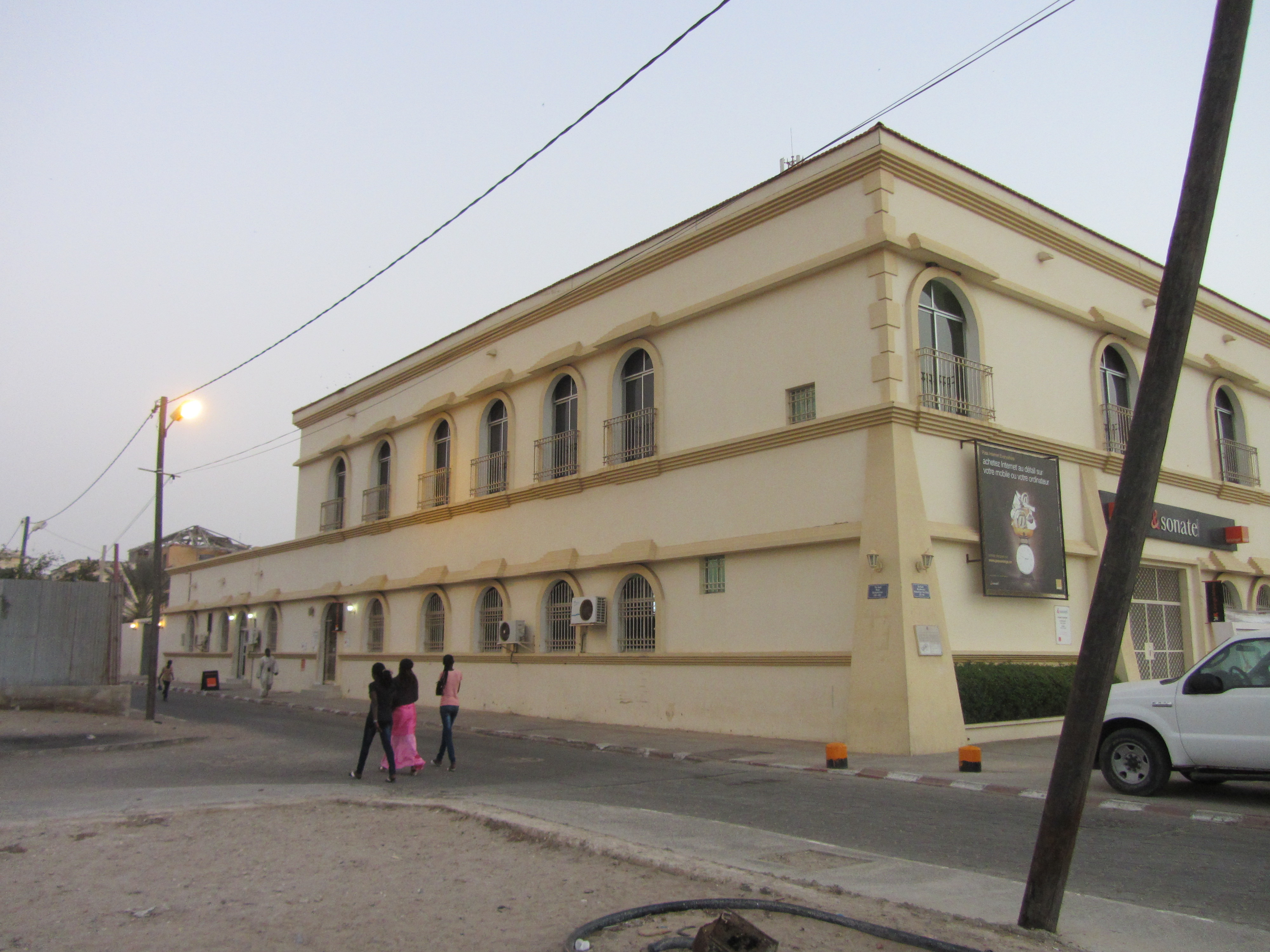
Agence Sonatel à Saint-Louis

Le groupe Sonatel est fondé en 1985 par la fusion de l'Office des Postes et Télécommunications et de Télésénégal. Alassane Dialy Ndiaye, fondateur du groupe, le dirige jusqu'en 1988.
En 1988, Cheikh Tidiane Mbaye succède à Alassane Dialy Ndiaye à la tête de Sonatel.
En 1997, Sonatel est privatisé. Le groupe France Telecom entre dans le capital du groupe Sonatel à hauteur de 42,33 % et devient majoritaire devant l'État Sénégalais et les actionnaires privés.
En 1998, Sonatel entre en bourse à la BRVM et ouvre son capital à près de 10 000 actionnaires.
En 1999, Sonatel créé la filiale Sonatel mobiles avec la marque Alizé.
En 2001, Sonatel crée la filiale Sonatel Multimédia chargée du développement de l’activité Internet sous la marque Sentoo.
En 2002, Sonatel lance sa Fondation d’Entreprise Sonatel[C'est-à-dire ?].
Toujours en 2002, Sonatel inaugure le câble sous-marin SAT3/WASC/ SAFE. On enregistre aussi la création de la filiale Ikatel au Mali. Ikatel devient Orange Mali en 2006.
En novembre 2006, Sonatel adopte la marque commerciale Orange.
En 2007, Sonatel crée la filiale Orange en Guinée.
En 2012, Alioune Ndiaye prend la place de Cheickh Tidiane Mbaye à la tête de Sonatel.
En 2015, création de la filiale Orange Finances Mobiles Sénégal chargée du développement d'Orange Money.
En 2016, l'État du Sénégal vend une licence 4G à Sonatel pour 32 milliards Francs CFA.
Toujours en 2016, le rachat de Airtel Sierra Leone est annoncé. La filiale se nomme Orange Sierra Leone à partir de novembre 2017.
En 2018, Sékou Dramé devient directeur général du groupe Sonatel à la place d'Alioune Ndiaye.
En novembre 2022, l'autorité de régulation des télécoms du Sénégal annonce avoir trouvé un accord entre Sonatel et l'Américain Wave pour régler un litige qui durait depuis juin 2021. La start-up Wave s'estimait lésée par rapport à Orange finances mobile, son concurrent et filiale de Sonatel, dans les conditions d'attribution d'achat de crédit téléphonique Orange. Après l'intervention de l'autorité de la concurrence, Wave peut désormais bénéficier des mêmes conditions que la filiale de Sonatel.

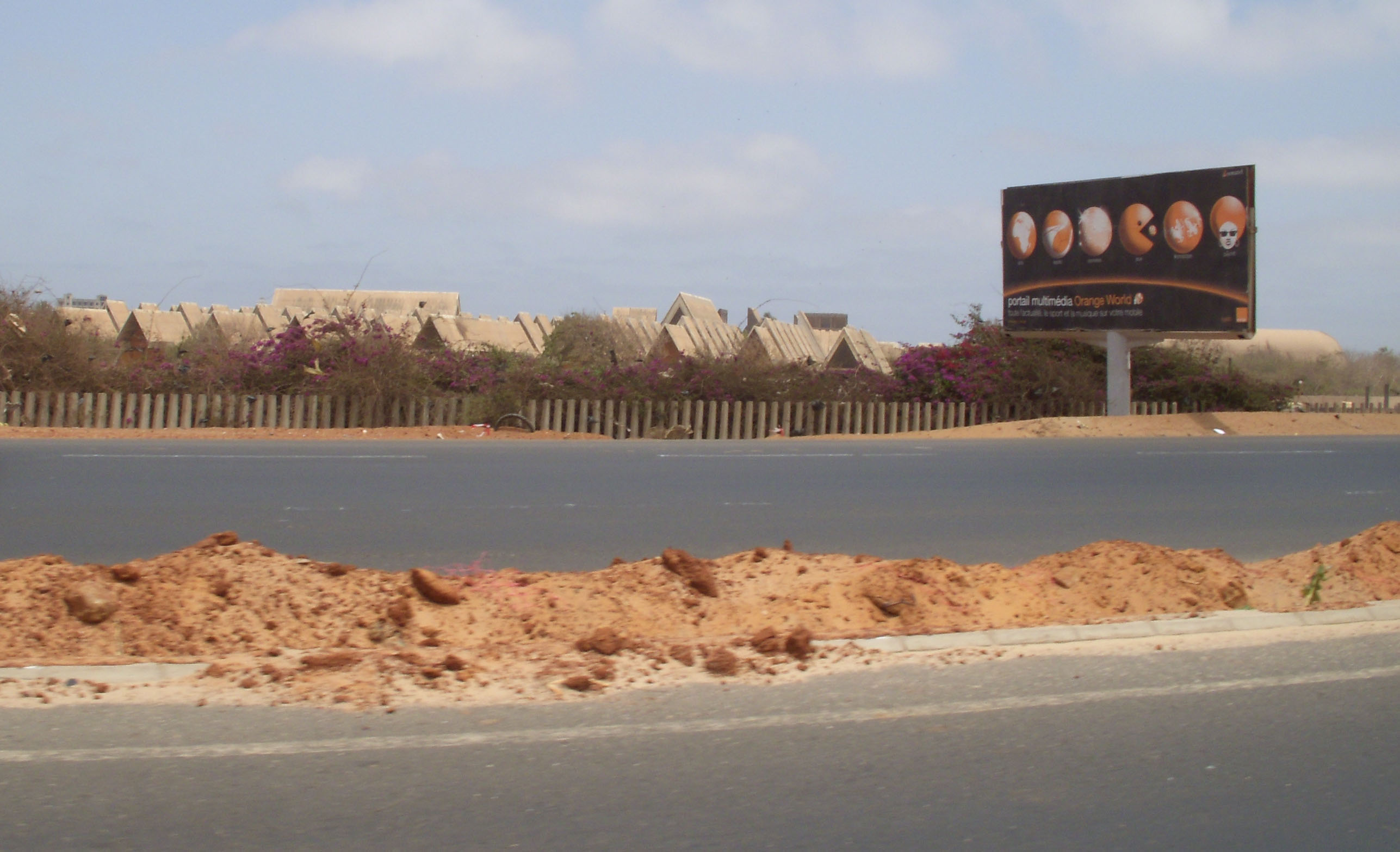
Panneau publicitaire Orange World à Dakar